# Xã Venice, Quận Seneca, Ohio
Xã Venice (tiếng Anh: Venice Township) là một xã thuộc quận Seneca, tiểu bang Ohio, Hoa Kỳ. Năm 2010, dân số của xã này là 1.758 người.